# Serdar Gözübüyük
Serdar Gözübüyük (Haarlem, 1985. október 29. –) holland nemzetközi labdarúgó-játékvezető. Polgári foglalkozása profi játékvezető.	

## Pályafutása

### Nemzeti játékvezetés
A játékvezetői vizsgát 2006-ban tette le és a területi First Division (4. osztály) csoportban kezdett működni. Nemzeti labdarúgó-szövetségének megfelelő játékvezető bizottságai minősítése alapján jutott magasabb osztályokba. A küldési gyakorlat szerint rendszeres 4. bírói szolgálatot is végez. 2007-től a holland II. Liga bírója. 2009-ben lett az I. Liga játékvezetője. Első ligás mérkőzéseinek száma: 88 (2014–2015 bajnoki év végével).

### Nemzetközi játékvezetés
A Holland labdarúgó-szövetség (KNVB) Játékvezető Bizottsága (JB) terjesztette fel nemzetközi játékvezetőnek, a Nemzetközi Labdarúgó-szövetség (FIFA) 2012-től tartja nyilván bírói keretében. A valaha tevékenykedett holland nemzetközi játékvezetők közül a legfiatalabb.Több nemzetek közötti válogatott, valamint  Európa-liga, UEFA-bajnokok ligája klubmérkőzést vezetett, vagy működő társának 4. bíróként segített. A holland nemzetközi játékvezetők rangsorában, a világbajnokság-Európa-bajnokság sorrendjében többedmagával a 34. helyet foglalja el 1 találkozó szolgálatával. Válogatott mérkőzéseinek száma: 2 (2015. március).

#### Labdarúgó-világbajnokság
A világbajnoki döntőkhöz vezető úton Brazíliába a XX., a 2014-es labdarúgó-világbajnokságra a FIFA JB játékvezetőként alkalmazta. Selejtező mérkőzést az UEFA zónában vezetett.

##### 2014-es labdarúgó-világbajnokság

###### Selejtező mérkőzés
| Időpont           | Helyszín                  | Mérkőzés típusa           | Mérkőzés          | Eredmény | Nézők száma |
| ----------------- | ------------------------- | ------------------------- | ----------------- | -------- | ----------- |
| 2013. március 26. | Nemzeti Stadion, Ta’ Qali | előselejtező (B. csoport) | Málta–Olaszország | 0 – 2    | 17 011      |

#### Labdarúgó-Európa-bajnokság

##### U17-es labdarúgó-Európa-bajnokság
Szlovákia rendezte a 2013-as U17-es labdarúgó-Európa-bajnokságot, ahol a FIFA/UEFA JB
bíróként foglalkoztatta.

###### 2013-as U17-es labdarúgó-Európa-bajnokság
| Időpont         | Helyszín                      | Mérkőzés típusa              | Mérkőzés                | Eredmény |
| --------------- | ----------------------------- | ---------------------------- | ----------------------- | -------- |
| 2013. május 5.  | Mestský Stadion, Máriatölgyes | csoportmérkőzés (A. csoport) | Szlovákia–Ausztria      | 1 – 0    |
| 2013. május 11. | Zoborom Stadion, Nyitra       | csoportmérkőzés (B. csoport) | Olaszország–Oroszország | 1 – 1    |

## Szakmai sikerek
A Holland Labdarúgó-szövetség Játékvezető Bizottsága 2010-ben a holland bajnokság legfiatalabb (24 éves) játékvezetője címet adományozta részére. A 2011–2012 bajnoki évben 20 mérkőzéssel, az ellenőrök osztályzata alapján az első helyen végezve, a KNVB JB kiemelkedő szakmai tevékenységének elismeréseként az Aranykártya díjat adta.